# Arthur Troop

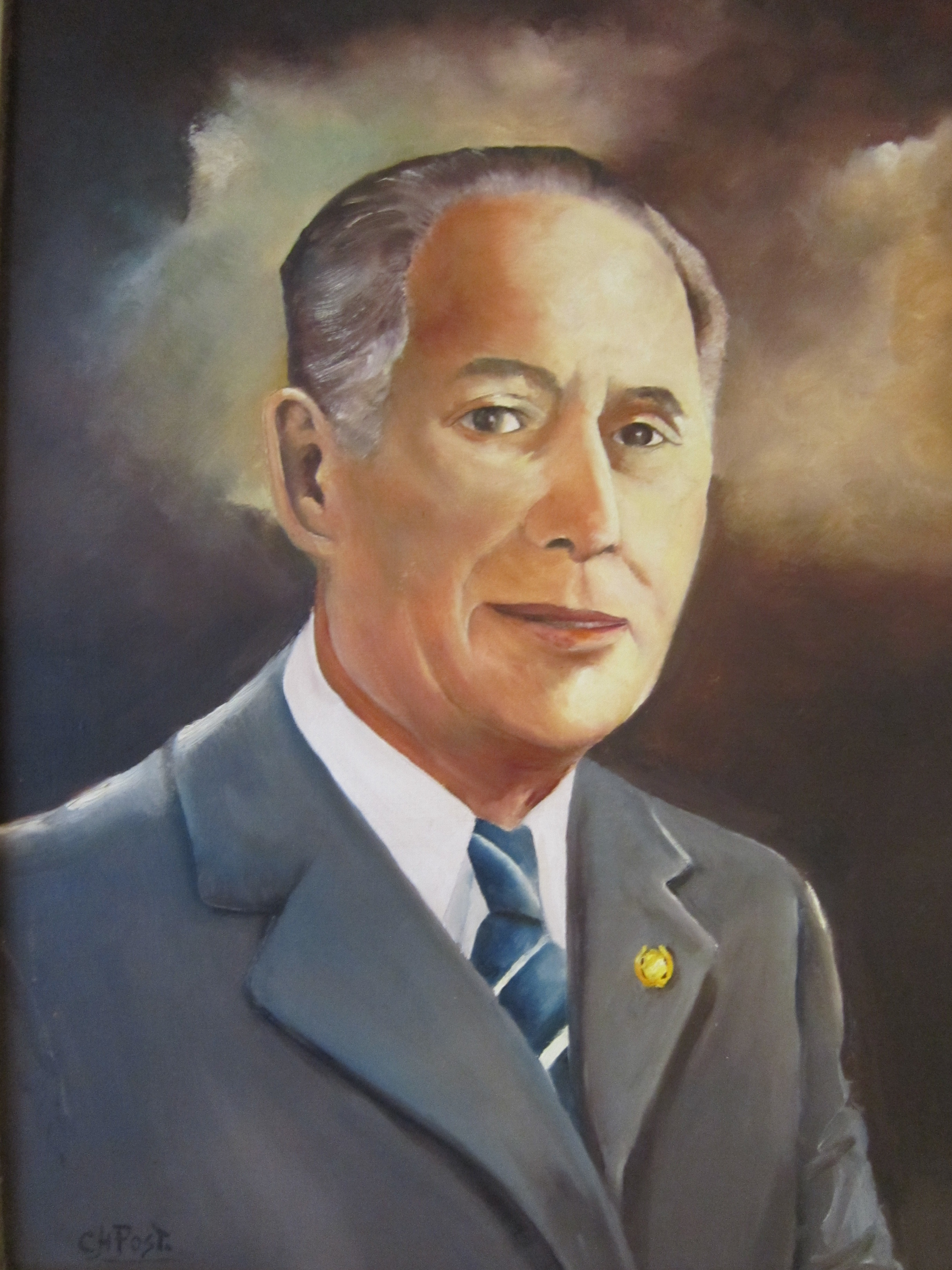
Arthur Troop

Arthur Troop (* 15. Dezember 1914 in Lincoln; † 30. November 2000  in Peterborough) war ein englischer Polizeibeamter und Gründer der International Police Association.

## Leben
Nach dem Besuch der Schule arbeitete er unter anderem als Mechaniker. Anschließend studierte er in Oxford am Ruskin College Sozial- bzw. Wirtschaftswissenschaften und später in Evesham am Agricultural College Landwirtschaft. Zudem beschäftigte er sich mit der Geschichte Russlands. Im Rahmen eines Stipendiums besuchte er 1934 Leningrad und Moskau. 1936 heiratete er seine Frau Marjorie. Mit ihr hatte er zwei Söhne und eine Tochter. Im selben Jahr trat er in den Polizeidienst von Lincolnshire ein. Bei der Polizei in Sleaford war er nachfolgend als Sergeant in verschiedenen Bereichen tätig. Sein Fachbereich war die Verkehrsunfallbearbeitung bzw. das Verkehrswesen. Ferner war Troop während des Zweiten Weltkriegs in der Jugendarbeit als Fachmann für unabhängige Jugendorganisationen tätig.
Nach dem Krieg hatte Troop einen regen Austausch mit vielen Polizisten auch im Ausland. In einer englischen Polizeizeitschrift veröffentlichte er im Jahr 1949 zu dieser Thematik einen Artikel der auf große Resonanz stieß. Nachfolgend kam es unter dem Motto „Servo per Amikeco“ (Esperanto für „Dienen durch Freundschaft“) am 1. Januar 1950 zur Gründung der International Police Association. Troop wurde der erste Generalsekretär der britischen Sektion. Fünf Jahre später wählte man ihn in Paris auch zum ersten internationalen Generalsekretär. Dieses Amt hatte er bis zu seinem Eintritt in den Ruhestand im Jahr 1966 inne. Danach war er in England noch jahrelang ehrenamtlich in der Blindenarbeit tätig. Troop verstarb nach langer Krankheit im Jahr 2000.

## Ehrungen
Troop erhielt diverse Auszeichnungen. Dazu gehört die British-Empire-Medaille, die Ehrendoktorwürde in Kanada, das Ehrenkreuz der Österreichischen Republik, den IPA-Weltpolizeipreis und das Goldene Schwert in Ungarn.

## Werke
- Russia Remembered. K.T. Publications, 1987, ISBN 0-907759-02-5 (englisch).
- Service through friendship – the early years of the International Police Association. K.T. Publications, 1997, ISBN 0-907759-21-1 (englisch).